# Chantepérier
Chantepérier es una comuna nueva francesa situada en el departamento de Isère, de la región de Auvernia-Ródano-Alpes.

## Historia
Fue creada el 1 de enero de 2019, en aplicación de una resolución del prefecto de Isère de 18 de diciembre de 2018 con la unión de las comunas de Chantelouve y Le Périer, pasando a estar el ayuntamiento en la antigua comuna de Chantelouve.

## Demografía
Según los datos aportados en la resolución del prefecto de Isère, la comuna se crea con 220 habitantes.

## Composición
| Comuna fusionada | Código INSEE | Población (2016) | Superficie (km²) | Densidad (hab./km²) |
| ---------------- | ------------ | ---------------- | ---------------- | ------------------- |
| Chantelouve      | 38073        | 80               | 33.41            | 2.4                 |
| Le Périer        | 38302        | 130              | 47.99            | 2.7                 |